# Fort Apocalypse
Fort Apocalypse un jeu vidéo de type shoot 'em up développé par Steve Hales et publié par Synapse Software en 1982 sur Atari 8-bit avant d’être porté sur Commodore 64. Son système de jeu combine des éléments Choplifter! et de Caverns of Mars. Le joueur pilote un hélicoptère et doit pénétrer dans une forteresse souterraine ennemie afin de libérer des otages puis de détruire ses installations. Pour cela, le joueur explore des tunnels et des grottes afin de récupérer les neuf otages disséminés dans chaque niveau. Les souterrains sont défendus par de nombreux ennemis – dont des hélicoptères, des chars d’assaut ou des mines volantes – que le joueur peut détruire à l’aide des armes de son hélicoptère. Certains passages sont de plus bloqués par des murs de briques que le joueur peut également détruire,. Le joueur doit également faire attention à ne pas heurter les parois des tunnels, sous peine de voir son hélicoptère s’écraser, et surveiller ses réserves de carburant.
Fort Apocalypse est notamment récompensé par le Tilt d'or du meilleur jeu d'action décerné par le magazine Tilt en 1984.